# Законодательное собрание Камчатского края
Законодательное Собрание Камчатского края — законодательный (представительный) однопалатный орган государственной власти Камчатского края, который является постоянно действующим высшим и единственным органом законодательной власти края. 21 из 27 депутатов входят во фракцию партии «Единая Россия».

## Состав
| Фракция                         | Руководитель                    | Количество депутатов |
| ------------------------------- | ------------------------------- | -------------------- |
| Единая Россия                   | Мананников Михаил Михайлович    | 19                   |
| КПРФ                            | Литвинов Роман Демьянович       | 4                    |
| ЛДПР                            | Калашников Валерий Юрьевич      | 1                    |
| Справедливая Россия — За правду | Бобровских Дмитрий Николаевич   | 1                    |
| Новые Люди                      | Зайцева Екатерина Александровна | 1                    |
| Партия Пенсионеров              | Бесчастнов Максим Дмитриевич    | 1                    |
| Вакантно                        | -                               | 1                    |

На первой сессии законодательного собрания Камчатского края четвертого созыва председателем краевого парламента 24 голосами «за» была избрана Унтилова Ирина Леонидовна.